# 14-X
El 14-X es el prototipo del vehículo aéreo no tripulado (VANT) hipersónico brasileño que voló en pruebas por primera vez en finales de 2021, nombrado en homenaje al avión 14-Bis de Alberto Santos Dumont. El 14-X es desarrollado por el IEAv (Instituto de Estudios Avanzados), más específicamente en el Laboratorio de Aerotermodinámica e Hipersónica Henry T. Nagamatsu en São José dos Campos, São Paulo. 
Es equipado con un motor Scramjet, integrado al cuerpo de la aeronave, sin partes móviles, donde el aire es comprimido por la geometría y velocidad, siendo utilizado el hidrógeno como combustible. Utiliza el aire atmosférico como oxidante para quemar hidrógeno líquido (combustible) y solamente tomará el oxígeno necesario para quemar el combustible al salir de la atmósfera terrestre y, cuando alcanza los 100 000 ft (cien mil pies) de altitud, será disparado y alcanzar Mach 10 (diez veces la velocidad del sonido).

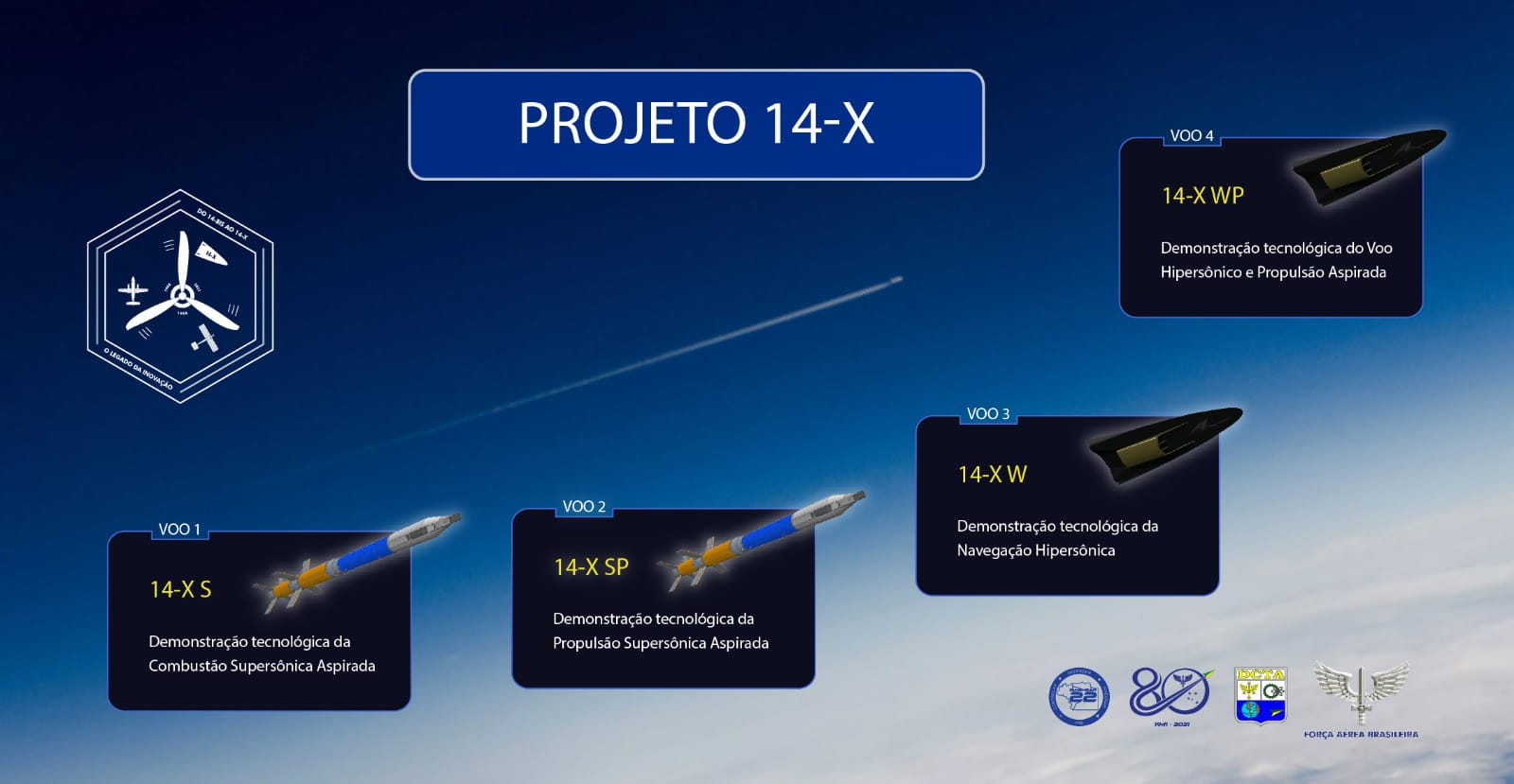
14-X Project

## Lanzamientos

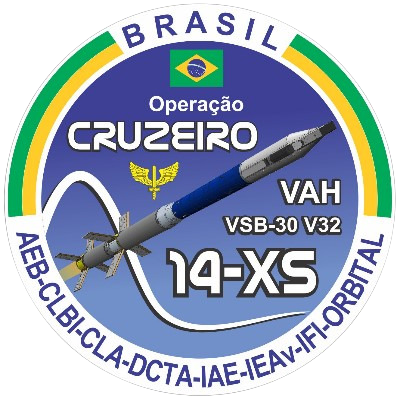
Insignia 14-XS

## Lanzamientos[4][5]
| Fecha      | Vehículo         | Tipo                 | Operador | Misión             | Carga útil               | Resultado |
| ---------- | ---------------- | -------------------- | -------- | ------------------ | ------------------------ | --------- |
| 14-12-2021 | VSB-30 V32/14-XS | Motor hipersónico    | FAB      | Operación Cruzeiro | Prueba de motor Scramjet | Éxito     |
| 2024/2025  | VSB-30/14-XSP    | Motor hipersónico    | FAB      |                    | Prueba de motor Scramjet |           |
| Planeado   | 14-XW            | Vehículo hipersónico | FAB      |                    | Prueba del vehículo      |           |
| Planeado   | 14-XWP           | Vehículo hipersónico | FAB      |                    | Prueba del vehículo      |           |

### 14-XS
Al diciembre de 2021 fue realizado en la Operación Cruzeiro el vuelo de prueba para demostrar la tecnología scramjet lanzado por un Vehículo Acelerador Hipersónico (basado en el cohete VSB-30) y acelerado a Mach 6 a una altitud de 30 kilómetros, desde donde continuó hasta alcanzar un apogeo suborbital a una altitud de 160 kilómetros y 200 kilómetros por debajo del sitio de lanzamiento, impactando en el Océano Atlántico. El modelo probó la combustión en un entorno hipersónico y se alcanzó una velocidad Mach 6 a los 50 km. Tanto el Centro de Lanzamiento de Alcântara como el Centro de Lanzamiento de Barreira do Inferno actuaron como estaciones de seguimiento.

### RATO-14X
En 2024, el Estado firmó un contrato de financiación para el vehículo propulsor del hipersónico, el Rocket Assisted Take-Off-RATO-14X (Despegue Asistido por Cohete), el vehículo tendrá una altura estimada de 14 metros y peso de orden de 15 toneladas.

## Variantes[2]
- 14-XS: vuelo balístico ascendente con combustión supersónica;
- 14-XSP: vuelo balístico ascendente con propulsión hipersónica aspirada;
- 14-XW: planeo, sin propulsión, de un vehículo hipersónico controlable y maniobrable;
- 14-XWP: vuelo autónomo de un vehículo controlable y maniobrable con propulsión hipersónica aspirada activa.

## Especificaciones
- Longitud: 2,0 m
- Envergadura: 0,83 m
- Peso vacío: 250 kg
- Peso máximo al despegue: 400 kg
- Planta motriz: 3 × Scramjet
- Velocidad máxima: 12.000 km/h (Mach 10)
- Techo de servicio: 30.480 m (100.000 pies)